# Chaton

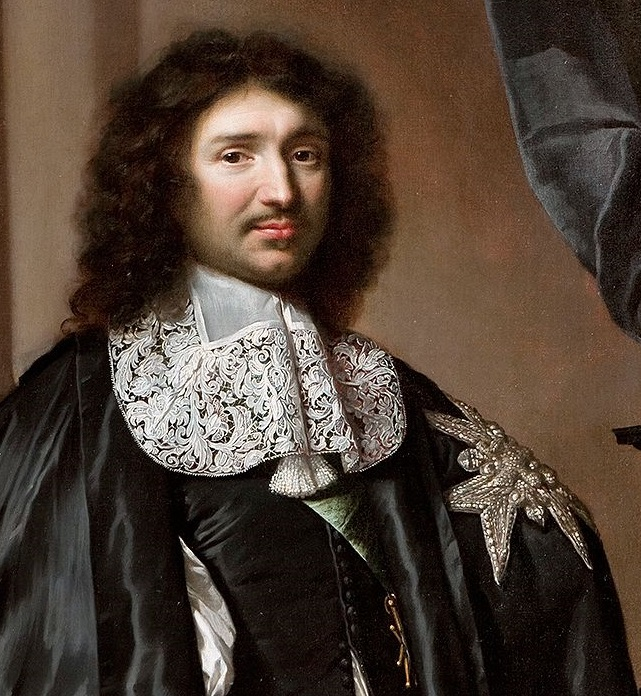
Jean-Baptiste Colbert door Claude Lefebvre met de grote chaton van de Orde van de Heilige Geest

Een chaton is een geborduurd symbool van een ridderorde; vaak in de vorm van een ster of een kruis. Sommige orden houden vast aan het laat-middeleeuwse gebruik om ordekleding te dragen tijdens plechtigheden. Wanneer daarbij een mantel wordt gedragen is het gebruikelijk om op de schouder een groot borduursel van gekleurde zijde, goud- en zilverdraad te bevestigen. De chaton is meestal een uitvergrote ster van de orde. Tot het midden van de 19e eeuw werden deze op de borst gedragen sterren geborduurd. Later werden zij door meer praktische metalen (zilveren) sterren vervangen. Het was niet praktisch om een zo grote zilveren ster op de schouder te dragen omdat deze veel te zwaar zou zijn geworden.
Bij de Hongaarse Orde van Sint-Stefanus werd de chaton onder de kin gedragen.
Tot in de late 19e en vroege 20e eeuw werden in Duitsland en het Verenigd Koninkrijk nog chatons voorgeschreven. Na 1918 zag men ze nog in Roemenië. Chatons komen in de 21e eeuw nog voor bij de Britse orden zoals de Orde van de Kousenband en de Orde van het Bad. Ook bij de orden van de niet meer regerende titulair koningen van Napels vindt men nog chatons.
Het Franse chaton betekent: 'jonge kat'. In de botanica is het een bloeiwijze die men in het Nederlands een katje noemt. Een Nederlandse edelsmid noemt een zetting, die met kleine pootjes, als een stralenkransje, een edelsteen omklemt: een chaton.

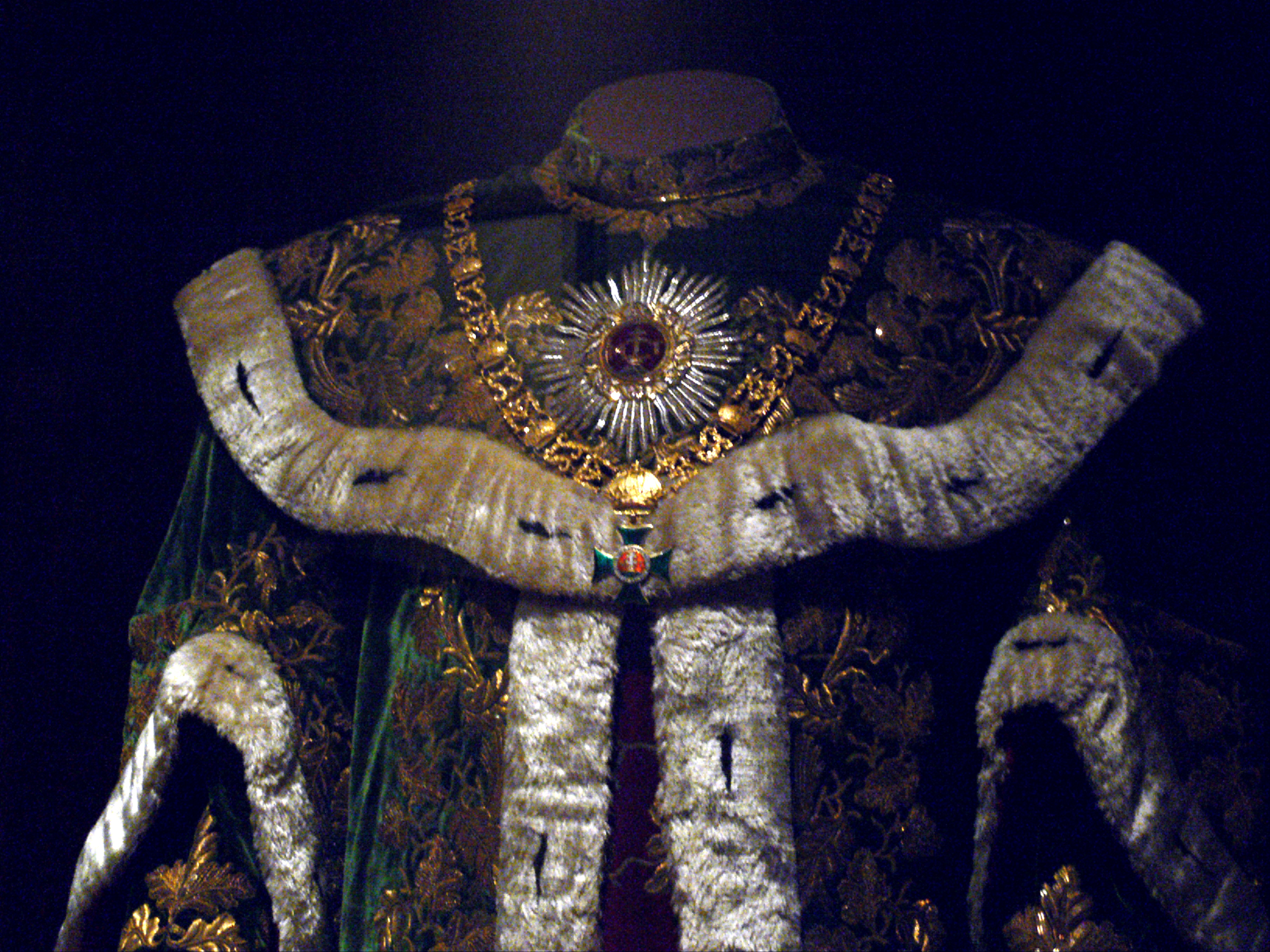
Chaton van de Orde van Sint Stefanus op de mantel
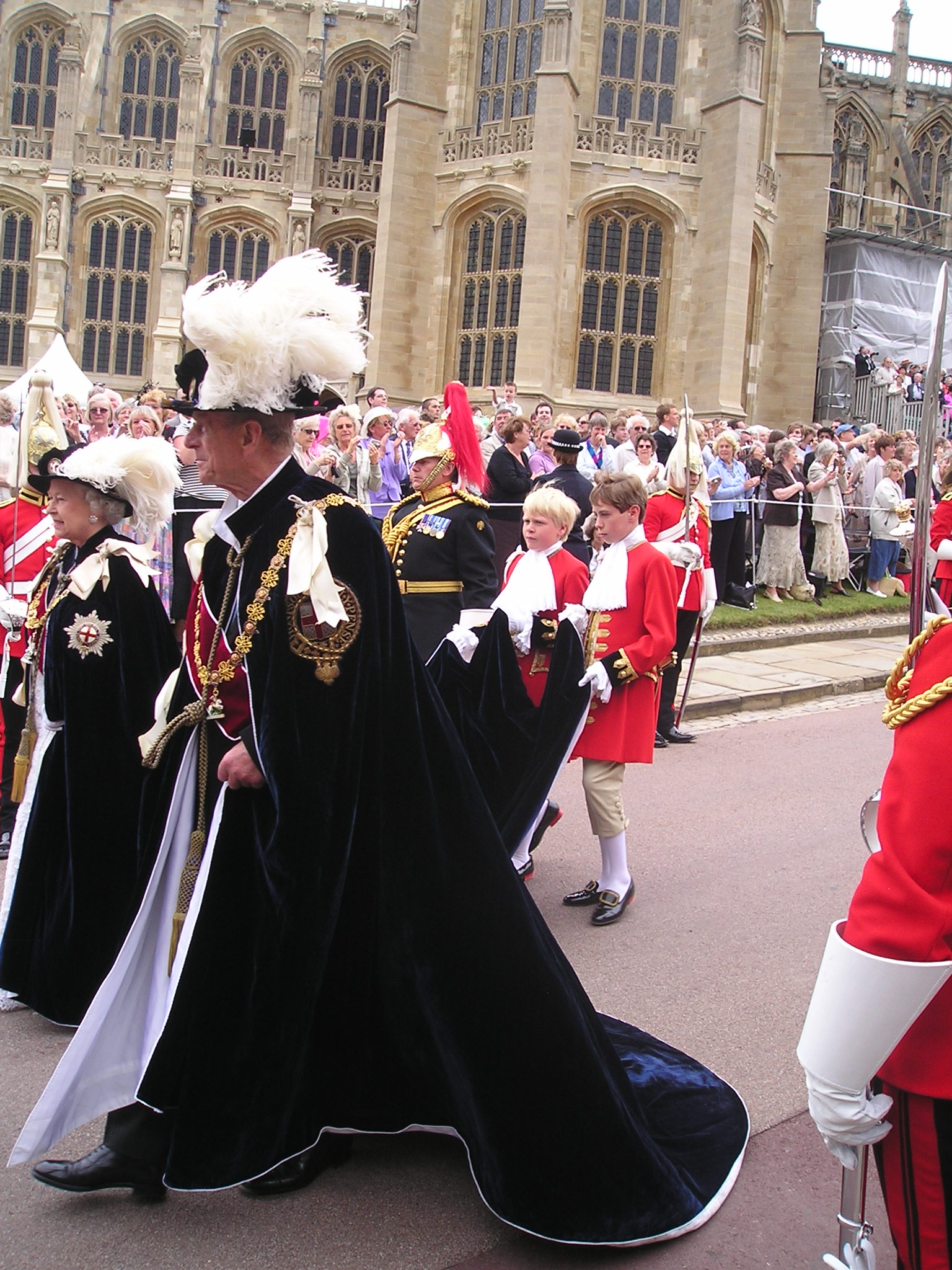
Koningin Elizabeth met de stervormige chaton van de souverein van de Orde van de Kousenband, die van haar gemaal is eenvoudiger.
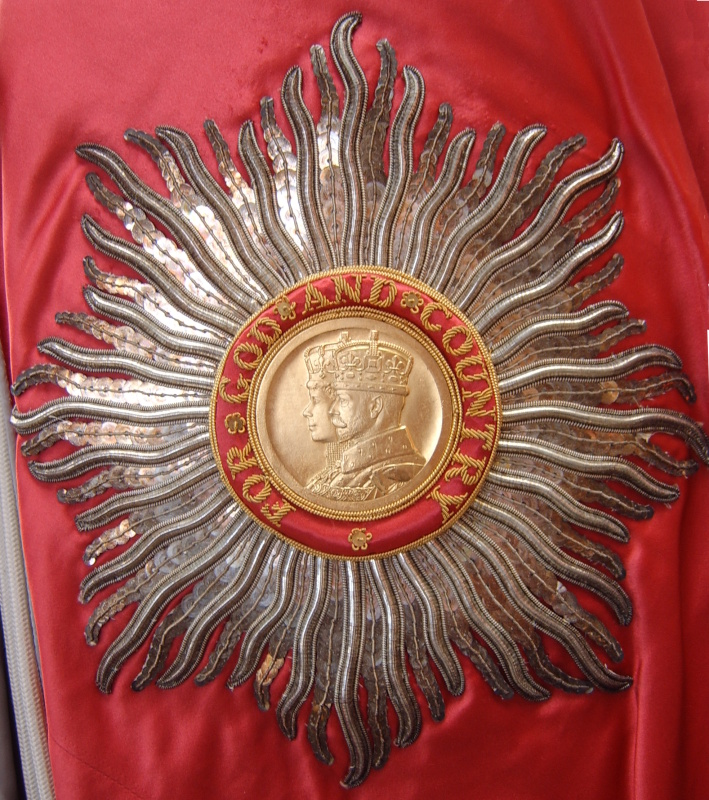
Geborduurde ster van de Orde van het Britse Rijk
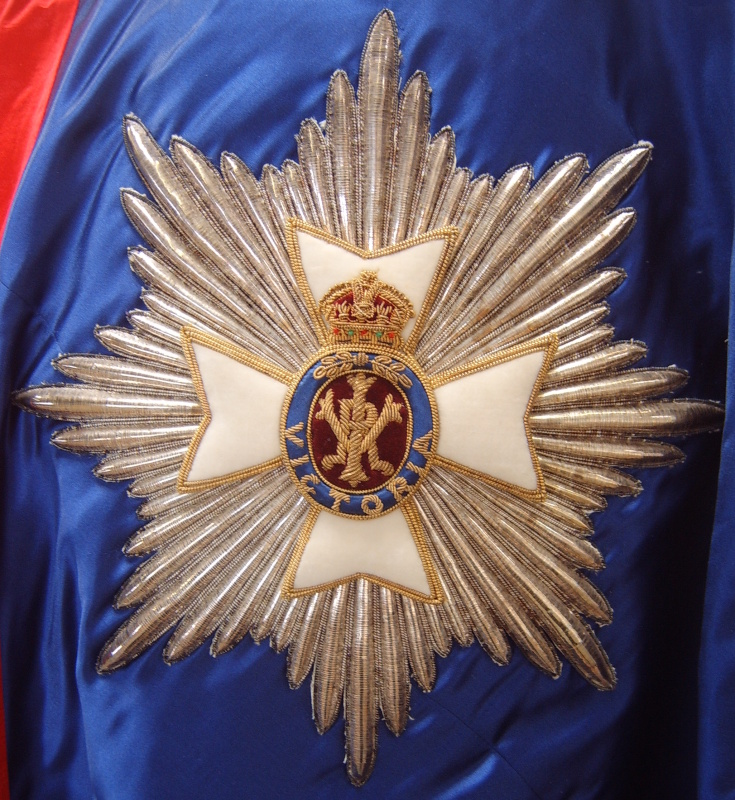
De Koninklijke Orde van Victoria